# Свети Илия (възрожденска църква в Богородица)
Вижте пояснителната страница за други значения на Свети Илия.
„Свети Илия“ е българска църква, която се намира в село Богородица, днес в Неврокопската епархия на Българската православна църква. Обявена е за паметник на културата.

## Архитектура
Черквата е изградена в центъра на селото през 1884 година. В архитектурно отношение представлява трикорабна псевдобазилика с допълнително пристроена през 1939 година камбанария. В нея се съхраняват ценни стенописи (203 изображения) от същата година, дело на братята зографи Антон и Атанас, вероятно местни майстори. Те притежават добри художествени качества. Таваните са декоративно оформени с оцветени летви. Иконостасът е триделен, а иконите са от ХIХ век. На десетте табли от цокъла на иконостаса са изобразени сцени от Шестоднева и букети. Владишкият трон и проскинитарият са украсени с дърворезба. Амвонът е с рисувана украса.

## Галерия
- Стенопис на Свети Георги Янински
- Стенопис „Недреманное око“